# Taufbecken (Saint-Dizier-l’Évêque)

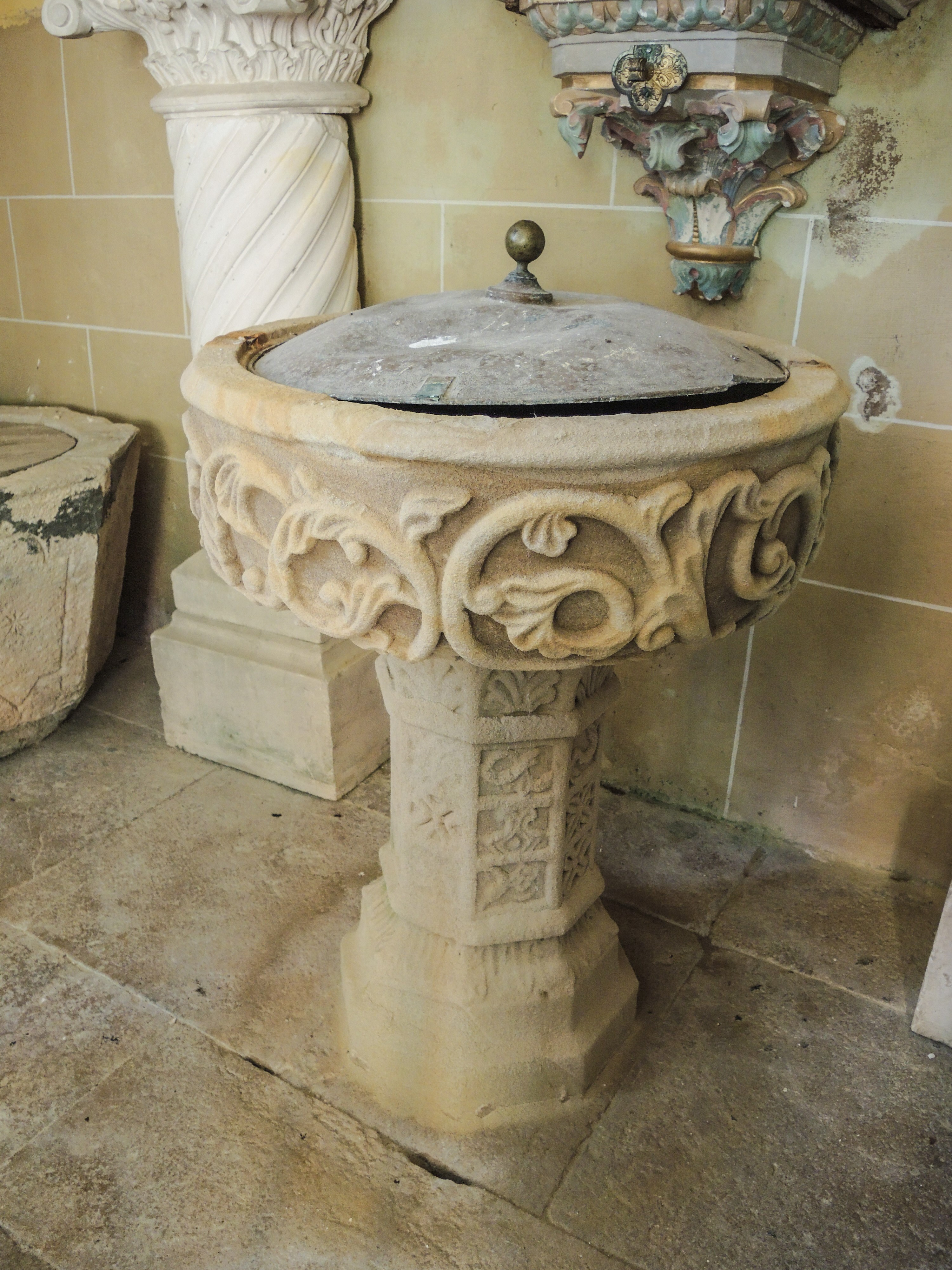
Taufbecken in Saint-Dizier-l’Évêque

Das Taufbecken in der katholischen Kirche St-Dizier in Saint-Dizier-l’Évêque, einer französischen Gemeinde im Territoire de Belfort in der Region Bourgogne-Franche-Comté, wurde 1855 von dem Bildhauer Edouard Meigret geschaffen. Das Taufbecken wurde in die Liste der schützenswerten Objekte (Base Palissy) in Frankreich aufgenommen.
Das runde Taufbecken aus Stein steht auf einem achteckigen Sockel mit Säule, die mit Ornamenten verziert ist. Das Becken mit Profilierung am oberen Rand ist rundum mit Ranken geschmückt.